# Бабич, Бранко
Бранко Бабич (словен. Branko Babič; 18 октября 1912, Долина — 5 января 1995, Любляна) — югославский словенский политик, писатель, журналист, участник Народно-освободительной войны Югославии.

## Биография
Родился 18 октября 1912 года в семье ресторатора Ивана Бабича. Учился в ремесленном училище в городе Копер. Состоял в антифашистском движении TIGR, после преследования итальянскими властями бежал в 1930 году в Любляну, где ещё учился два года в ремесленном училище. В 1935 году был принят в Коммунистическую партию Словении, в 1937 году стал секретарём Мариборского горкома. С 1940 года секретарь Баня-Лукского горкома компартии Хорватии.
На фронте Бабич находился с 1941 года, был партийным работником и политруком. Среди партизан был известен под псевдонимом «Владо». В 1941 году стал организационным секретарём Хорватского областного комитета и политруком штаба партизан Боснийской Краины, затем секретарём Козарского окружного комитета КП Хорватии. В ноябре 1942 года вернулся в Словению, где был назначен заместителем политрука 3-й оперативной зоны, с 22 марта 1944 по 22 марта 1945 был заместителем политрука 9-го словенского армейского корпуса. Был политруком 30-й словенской дивизии.
После войны продолжил партийную работу, был руководителем Коммунистической партии региона Джулия (позднее называвшейся Коммунистическая партия Свободной территории Триест), избирался в Скупщину Словении, с 1960 по 1969 годы председатель Союза свободных и просветительских обществ Словении. Также опубликовал две свои книги воспоминаний: «Народ в битве на Козаре» (словен. Ljudje in boji na Kozari в 1980 году и «Приморье не склонилось» (словен. Primorska ni klonila) в 1982 году. Был автором ряда критических статей в периодической печати. Был кавалером орденов «За заслуги перед народом» и «Братства и единства», также награждён медалью Партизанской памяти.
Умер 5 января 1995 года в Любляне.